# Roccamonfina (Vulkan)
Der Roccamonfina ist ein erloschener Vulkan im nördlichen Kampanien in Süditalien. Er befindet sich im 1993 eingerichteten Regionalpark Roccamonfina-Foce Garigliano. Innerhalb der Caldera liegt der Ort Roccamonfina. Der Vulkan war vor 650.000 bis 50.000 Jahren aktiv und besteht aus einem isolierten großen Kegel mit einem Umfang von etwa 25 km zwischen den Monti Aurunci, der Ebene und dem Tal des Garigliano, dem Monte Massico und dem Monti Trebulani. Die zentrale Caldera hat einen Durchmesser von fast 6 km. Die vulkanische Aktivität ist abgeklungen und es sind noch geringfügige seismische Bewegungen und der Austritt mineralisierten Wassers feststellbar.
Die Ciampate del Diavolo sind eine Reihe hominider Fußabdrücke in erstarrter Asche, die bei einem Vulkanausbruch vor 345.000 Jahren entstanden sind.

## Geologie
Der Vulkan entstand als Stratovulkan im Garigliano-Rift-Tal mit einer Gruppe von Auswurfsöffnungen auf einer Fläche von 1000 km². Später konzentrierte sich eine effusive Aktivität im zentralen Bereich und bildete einen etwa 1800 m hohen Vulkankegel, der größtenteils aus Tephra bestand. Kleinere Kegel, wie der Monte Ofelio im Südwesten, entstanden ebenfalls. Vor etwa 400.000 Jahren kam es durch Zusammenbruch des östlichen Sektors des Vulkans zur Bildung einer Caldera, in der sich für einige Zeit ein Kratersee befand.
Eine zweite Periode vulkanischer Aktivität begann vor 385.000 Jahren mit einem explosiven Ausbruch, einschließlich Ausbrüchen aus der ehemaligen Caldera. Diese Phase dauerte bis vor etwa 285.000 Jahren an. Die Entstehung des Vulkans veränderte auch den Verlauf der Flüsse Garigliano und Volturno. Der Volturno bewegte sich in seiner jetzigen Richtung nach Südwesten; Der Garigliano erreichte das Meer nicht mehr und bildete den Lirino-See, bis er vor etwa 200.000 Jahren bei Suio Felsen erodierte und den gegenwärtigen Verlauf annahm.